# Resolutie 2009 Veiligheidsraad Verenigde Naties
Resolutie 2009 van de Veiligheidsraad van de Verenigde Naties werd op 16 september 2011 door de VN-Veiligheidsraad aangenomen met unanimiteit van stemmen.
De resolutie hield de oprichting van een VN-missie in Libië in, in de nasleep van het conflict in dat land.

## Achtergrond
Op 15 februari 2011 braken in Libië — in navolging van andere Arabische landen — protesten uit tegen het autocratische regime van kolonel Moammar al-Qadhafi. Twee weken later had dit bewind de controle over een groot deel van Libië verloren na gewelddadige confrontaties tussen zijn aanhangers en tegenstanders. Later probeerde hij de bevolking nog te paaien met geld, maar het geweld bleef aanhouden en vele Libiërs vluchten de grenzen met Egypte en Tunesië over. Het merendeel van de internationale gemeenschap koos de zijde van de oppositie in Libië en overwoog sancties tegen het land.

## Inhoud

### Waarnemingen
Eerder was beslist de situatie in Libië (inzake schendingen van de mensenrechten en aanvallen op burgers) door te verwijzen naar het Internationaal Strafhof.
Schendingen van de mensenrechten als onwettig doden, geweld tegen burgers en willekeurige arrestaties van vooral Afrikaanse migranten en andere minderheden werden streng veroordeeld.
Ook seksueel geweld, vooral tegen vrouwen en meisjes, en het inzetten van kinderen in het conflict werden sterk veroordeeld.
De terugkeer van vluchtelingen was cruciaal voor de vrede in Libië.
De VN moesten de steun van de internationale gemeenschap aan de overgang naar democratie en de heropbouw leiden.
Voort zouden de middels resolutie 1970 bevroren tegoeden zo snel mogelijk ter beschikking van het Libische volk worden gesteld.

### Handelingen
Men was tevreden over de verbeterde situatie in Libië.
Er moest nu een overgangsregering gevormd worden die democratie, goed bestuur, orde en respect voor de mensenrechten vooropstelde.
Ook vrouwen en minderheden moesten evenwaardig kunnen deelnemen aan dat politieke proces.
De huidige overgangsraad werd aangespoord om:
a. De bevolking te beschermen, de overheidsdiensten te hervatten en haar fondsen transparant te beheren,
b. Verdere schendingen van de mensenrechten te voorkomen en de straffeloosheid te beëindigen,
c. Overeenstemming te bereiken over een grondwet en vrije verkiezingen,
d. De veiligheid van buitenlanders te verzekeren,
e. Het verspreiding van draagbare luchtdoelraketten en lichte wapens te voorkomen.
De overgangsraad had zelf opgeroepen niet wraakzuchtig te zijn tegenover onder meer migrantenarbeiders.

#### VN-mandaat
Er werd een VN-Ondersteuningsmissie in Libië — United Nations Support Mission in Libya (UNSMIL) — opgezet voor initieel drie maanden onder leiding van de Speciale Vertegenwoordiger van de Secretaris-Generaal om:
a. De openbare veiligheid te herstellen,
b. Politieke dialoog en een grondwettelijk- en electoraal proces aan te vatten,
c. Het staatsgezag uit te breiden via onder meer de overheidsinstellingen en -diensten,
d. De mensenrechten promoten en beschermen en de overgangsjustitie ondersteunen,
e. Onmiddellijk economisch herstel bewerkstelligen.

#### Wapenembargo
Het met resolutie 1970 ingestelde wapenembargo was niet langer van toepassing voor wapens bestemd voor het ondersteunen van de Libische autoriteiten en lichte wapens die tijdelijke ingevoerd werden voor VN-personeel, medewerkers van de media, hulpverleners en ontwikkelingswerkers.

#### Bevroren tegoeden
De buitenlandse tegoeden van de Libyan National Oil Corporation en Zueitina Oil Company waren niet langer bevroren.
Ook voor enkele Libische banken werd deze sanctie onder voorwaarden verlicht.
De landen werden echter opgeroepen in dit verband waakzaam te blijven.

#### No-flyzone
De situatie in Libië was verbeterd, maar het vliegverbod bleef voorlopig van kracht.
Dat verbod bleef wel doorlopend voor herziening vatbaar en zou geleidelijk en in samenspraak met de Libische autoriteiten opgeheven worden.

## Verwante resoluties
- Resolutie 1970 Veiligheidsraad Verenigde Naties
- Resolutie 1973 Veiligheidsraad Verenigde Naties
- Resolutie 2016 Veiligheidsraad Verenigde Naties
- Resolutie 2017 Veiligheidsraad Verenigde Naties

Lijst ·  1967 ·  1968 ·  1969 ·  1970 ·  1971 ·  1972 ·  1973 ·  1974 ·  1975 ·  1976 ·  1977 ·  1978 ·  1979 ·  1980 ·  1981 ·  1982 ·  1983 ·  1984 ·  1985 ·  1986 ·  1987 ·  1988 ·  1989 ·  1990 ·  1991 ·  1992 ·  1993 ·  1994 ·  1995 ·  1996 ·  1997 ·  1998 ·  1999 ·  2000 ·  2001 ·  2002 ·  2003 ·  2004 ·  2005 ·  2006 ·  2007 ·  2008 ·  2009 ·  2010 ·  2011 ·  2012 ·  2013 ·  2014 ·  2015 ·  2016 ·  2017 ·  2018 ·  2019 ·  2020 ·  2021 ·  2022 ·  2023 ·  2024 ·  2025 ·  2026 ·  2027 ·  2028 ·  2029 ·  2030 ·  2031 ·  2032